# لیلا پهلوی
لیلا پهلوی (۷ فروردین ۱۳۴۹ – ۲۰ خرداد ۱۳۸۰) که تا پیش از انقلاب ۱۳۵۷ با عنوان سلطنتی والاحضرت شاهدخت لیلا پهلوی خطاب می‌شد، کوچک‌ترین فرزندِ محمدرضا پهلوی و فرح پهلوی بود.

## خانواده
وی در ۲۷ مارس سال ۱۹۷۰ در تهران متولد شد و کوچک‌ترین خواهر رضا پهلوی، علیرضا پهلوی، فرحناز پهلوی و خواهر ناتنی‌اش، شهناز پهلوی بود. او چند ماه پیش از پیروزی انقلاب ۱۳۵۷ در ۹ سالگی، به همراه پدر و خانواده‌اش ایران را ترک کرد.

## تحصیلات و زندگی
او در مدرسه بین‌المللی سازمان ملل متحد در نیویورک حضور یافت و در سال ۱۹۸۸ از مدرسه روزانه را کانتری (Rye Country) فارغ‌التحصیل شد. فلسفهٔ اسکاندیناویایی به پایان رساند.
لیلا پهلوی در رشته ادبیات و فلسفه دانشگاه براون تحصیل کرد و گفته می شود که در سال ۱۹۹۲ از آن فارغ التحصیل شده است. با این حال برخی منابع می گویند که او دانشگاه را قبل از فارغ التحصیلی به دلیل رو به زوال بودن سلامتی‌اش، ترک کرد. او زمانی مدل والنتینو بود و از بی‌اشتهایی عصبی، اعتماد به نفس پایین مزمن، افسردگی شدید و سندرم خستگی مزمن رنج می برد.
او در بین شهر های گرینویچ و پاریس به دلیل سکونت مادرش در پاریس در رفت و آمد بود.
او زبان‌های فارسی، انگلیسی، فرانسوی و آلمانی را روان سخن می‌گفت و به زبان های اسپانیایی و ایتالیایی نیز تکلم می‌کرد. وی به رباعیات عمر خیام علاقه داشت و حتی به ترجمهٔ شعرهای مولوی به زبان‌های انگلیسی و فرانسوی می‌پرداخت. لیلا پهلوی دلبستهٔ فرهنگ ایران از شعر، ادبیات و هنر ایران بود و برخی آثار هنری ایرانی را گردآوری می‌کرد. او همچنین از پشتیبانان مالی دانشنامهٔ ایرانیکا بود.

یک سال پیش از مرگش در گفتگویی با یک مجلهٔ اسپانیایی دربارهٔ دلبستگی‌اش به ایران و فرهنگ ایرانی گفته بود: 
«من تقریباً همه زندگیم را در خارج سپری کرده‌ام اما همچنان ایرانی مانده‌ام، گویی هیچ‌گاه از کشورم دور نبوده‌ام».

## افسردگی و مرگ

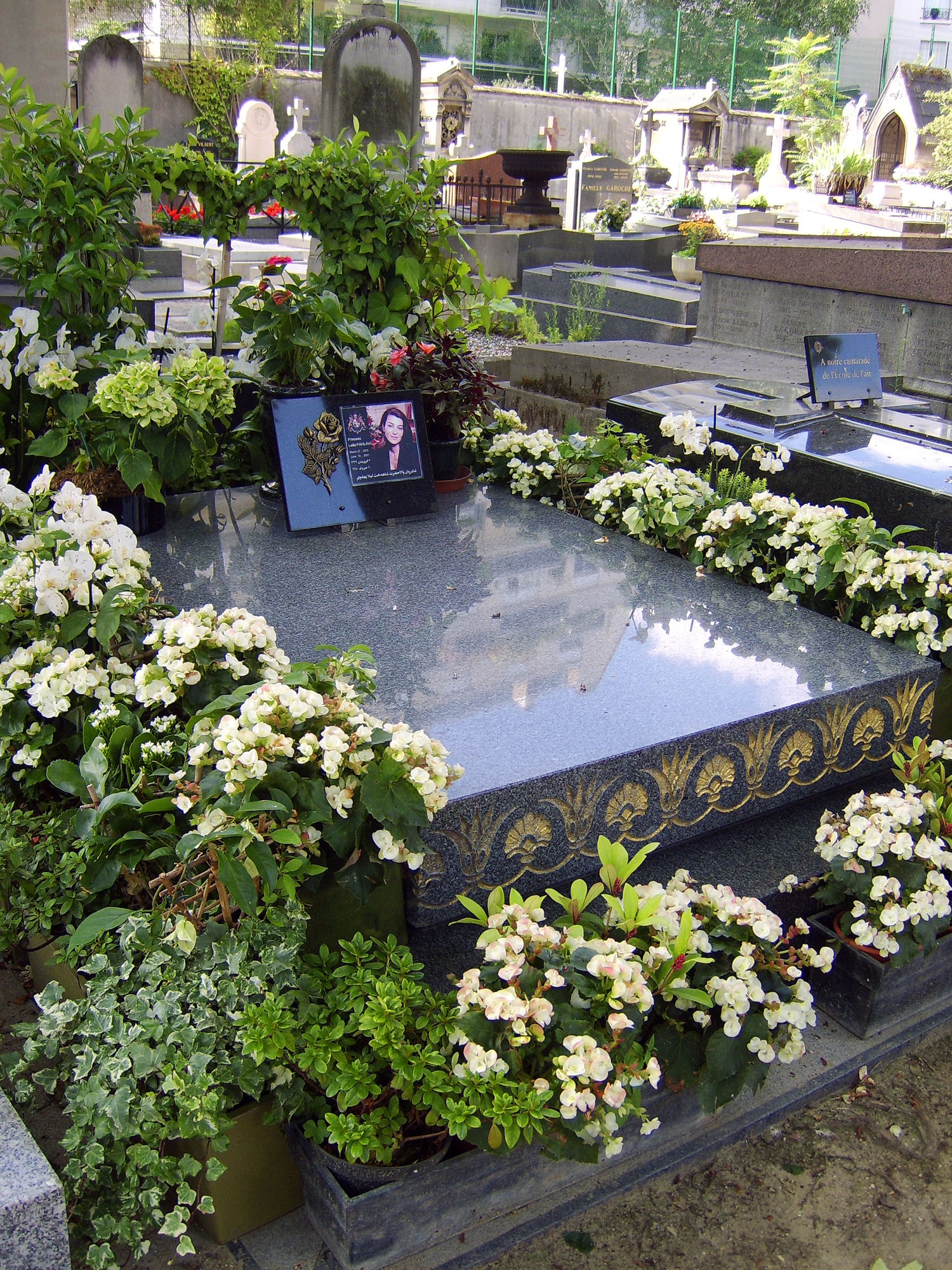
مقبره و آرامگاه لیلا پهلوی در گورستان پاسی، پاریس، فرانسه

لیلا هنگامی‌که نزدیک به ۹ سال داشت، ایران را ترک کرد. او که رابطه عاطفی نزدیکی با پدرش داشت در مصر شاهد مرگ او بر اثر لنفوم غیرهاجکین و رخدادهایی بود که برای خانواده‌اش در سال‌های آغازین انقلاب اسلامی پیش آمد. خاطرات تلخ از رویدادهای ناگوار زندگی‌اش وی را به بیماری افسردگی دچار کرد. در دوران انقلاب، لیلای خردسال همچون دیگر دختران محمدرضا شاه، مورد هجمه شعارهای جنسی برخی انقلابیون بود.
وی در روز یکشنبه مورخ ۱۰ ژوئن ۲۰۰۱ (۲۰ خرداد ۱۳۸۰) در سن ۳۱ سالگی درگذشت و جسدش قبل از ساعت ۱۹:۳۰ بی‌اس‌تی در اتاقش در هتل لئونارد در مرکز لندن توسط پزشکش پیدا شد. مشخص شد که او بیش از پنج برابر دوز کشنده سکونال، یک باربیتورات که برای درمان بی‌خوابی استفاده می‌شود به همراه مقدار غیر کشنده‌ای کوکائین را در بدنش دارد. او در حالی در رختخواب‌اش پیدا شد که بر اساس سال ها بی‌اشتهایی عصبی، پرخوری عصبی و بیتابی خوراکی، بدنش لاغر شده بود.
بر اساس گزارشی که در مورد مرگ او توسط دادگاه پزشکی وست مینستر انجام شده بود و شامل اطلاعات کالبد شکافی بود، او طی یک قرار ملاقات، سکونال را از روی میز پزشکش دزدیده بود. وی به این دارو اعتیاد داشت و معمولاً ۴۰ قرص را همزمان به جای دو قرص تجویز شده توسط دکترش مصرف می کرد.
در ۱۷ ژوئن ۲۰۰۱ لیلا پهلوی در کنار آرامگاه مادربزرگش، فریده قطبی در گورستان پاسی در شهر پاریس به خاک سپرده شد. در مراسم خاک‌سپاری وی، مادرش فرح پهلوی، بسیاری از اعضای خاندان پهلوی، تعدادی از ایرانیان برون‌مرز، اعضای خاندان سلطنتی سابق فرانسه و فردریک میتران، برادرزاده رئیس‌جمهور سابق فرانسه یعنی فرانسوا میتران شرکت داشتند.